# ميشلين بريسلي
ميشلين بريسلي (بالفرنسية: Micheline Presle)‏ هي ممثلة فرنسية، ولدت في 22 أغسطس 1922 بباريس في فرنسا.

## الوفاة
توفيت ميشلين بريسلي في 21 فبراير 2024 عن عمر ناهز المئة وواحد.

## وصلات خارجية
- ميشلين بريسلي على موقع IMDb (الإنجليزية)
- ميشلين بريسلي على موقع ميتاكريتيك (الإنجليزية)
- ميشلين بريسلي على موقع روتن توميتوز (الإنجليزية)
- ميشلين بريسلي على موقع قاعدة بيانات الأفلام العربية
- ميشلين بريسلي على موقع ألو سيني (الفرنسية)
- ميشلين بريسلي على موقع ميوزك برينز (الإنجليزية)
- ميشلين بريسلي على موقع أول موفي (الإنجليزية)
- ميشلين بريسلي على موقع قاعدة بيانات الأفلام السويدية (السويدية)
- ميشلين بريسلي على موقع أول ميوزيك (الإنجليزية)
- ميشلين بريسلي على موقع ديسكوغز (الإنجليزية)